# Salusinszky András
Salusinszky András (Budapest, 1978. december 17. –)[forrás?] nyelvtanár, felnőttképzési szakértő, a Studio Italia Olasz Nyelvi és Idegenforgalmi Központ, a Külkereskedelmi Oktatási és Továbbképző Központ, a Budapesti Zsidó Hitközség Külkereskedelmi Technikum igazgatója, a Nyelviskolák Szakmai Egyesülete alelnöke és a Budapesti Zsidó Hitközség Dávid Király Kollégium igazgatója 2014-ig a Nyelviskolák Szakmai Egyesületének elnöke, 2015-től alelnöke.

## Életrajza
Apja dr. Salusinszky Gábor olasz nyelvtanár, nyelvpedagógus, nagyapja dr. Salusinszky István (1918–1984), gazdasági vezető, a római magyar kereskedelmi kirendeltség vezetője (1958–1963), a Magyar Külkereskedelmi Bank vezérigazgatója (1964–1980).
Tekintettel családi hagyományaira, már gyerekkorától kezdve az olasz nyelvvel foglalkozik. Tanulmányait Budapesten, Rómában és Triesztben végezte. Egyetemi tanulmányait az ELTE BTK Romanisztikai Intézetben végezte, ahol 2003-ban szerezte meg olasz tanári szakos diplomáját. Egyetemi évei alatt 1999-ben kezdett kézbesítőként dolgozni az apja által alapított és vezetett Studio Italia-ban, ahol az évek során mindegyik munkakörben hosszabb-rövidebb ideig dolgozott, módszeresen megismerve az intézményt és annak fejlesztési potenciáljait. Munkájának számos eredménye van, többek között a Studio Italia Olasz Könyvesbolt terjesztői hálózatának kialakítása, a Studio Italia Olasz Utazási Iroda beindítása, és tevékenységért felelős vezetőként szakmai irányítása. Aktív kapcsolatot ápol a magyar-olasz gazdasági kapcsolatok szereplőivel, a relációban működő vegyesvállalatokkal.
2009 óta a Magyarországi Olasz Kereskedelmi Kamara Képzési Bizottságának elnöke, mely minőségében a legfontosabb feladata a munkaerő az olasz–magyar munkaerőpiac elvárásainak megfelelő képzése. 2011 novemberében a Nyelviskolák Szakmai Egyesülete (NYESZE) elnökévé választotta.